# Исламова, Валентина Ивановна
Валентина Ивановна Исламова(-Брик) (род. 18 марта 1992, Новосибирская область) — российская и казахстанская спортсменка, призёр чемпионатов России по вольной борьбе, призёр Кубка России и Кубка европейских наций, призёр Европейских игр 2015 года, Заслуженный мастер спорта России. Её первым тренером был А. И. Гуц. Член сборной команды России с 2012 года. Жила в Санкт-Петербурге.
На предолимпийском чемпионате планеты в Казахстане в 2019 году в весовой категории до 50 кг, Валентина, выступающая за сборную Казахстана, завоевала бронзовую медаль и получила олимпийскую лицензию для своего национального Олимпийского комитета.

## Спортивные результаты
- Чемпионат России по женской борьбе 2016 года — ;
- Чемпионат России по женской борьбе 2015 года — ;
- Кубок России по женской борьбе 2015 года — ;
- Кубок европейских наций 2015 года — ;
- Кубок европейских наций 2012 года — ;
- Кубок России по женской борьбе 2012 года — ;
- Первенство Европы среди юниоров 2012 года — ;
- Первенство России среди юниоров 2011 года — ;